# Campeonato Mato-Grossense de Futebol Feminino de 2021
O Campeonato Mato-Grossense de Futebol Feminino de 2021 foi a 12ª edição deste campeonato de futebol feminino organizada pela Federação Mato-Grossense de Futebol (FMF), o torneio teve início em 2 de outubro e terminou em 20 de novembro.
O título desta edição ficou com o Mixto, que conquistou seu sétimo título após vencer os dois jogos contra o Cuiabá na final da competição. Com o título o Mixto garantiu uma vaga na Série A3 do Campeonato Brasileiro Feminino de 2022.

## Regulamento
Na primeira fase da competição, os quatro times vão disputar em grupo único jogos de ida e volta em pontos corridos. Ao final dos confrontos, os dois primeiros da tabela serão classificados para a final. A final, que será disputada em ida e volta, valendo a vaga para a Série A3 de 2022 para o campeão, desde que não esteja em outras séries da competição nacional, caso isso aconteça a vaga será repassada ao time de melhor campanha não qualificado.

### Critérios de desempate
O desempate entre duas ou mais equipes na primeira fase seguiu a ordem definida abaixo:
1. Número de vitórias
2. Saldo de gols
3. Gols marcados
4. Menor número de cartões vermelhos recebidos
5. Menor número de cartões amarelos recebidos
6. Sorteio

## Participantes
| Equipe  | Cidade        |
| ------- | ------------- |
| Ação    | Várzea Grande |
| Cáceres | Cáceres       |
| Cuiabá  | Cuiabá        |
| Mixto   | Cuiabá        |

## Primeira fase

### Confrontos
|         | ACA | CAC | CUI | MIX |
| ------- | --- | --- | --- | --- |
| Ação    | —   | 2–4 | 1–3 | 1–5 |
| Cáceres | 0–3 | —   | 1–1 | 2–5 |
| Cuiabá  | 2–1 | 4–1 | —   | 0–0 |
| Mixto   | 7–0 | 5–1 | 2–1 | —   |

|  |                     |  |        |  |                      |
|  | Vitória do Mandante |  | Empate |  | Vitória do Visitante |

## Final

### Jogo de ida
| 16 de novembro | Cuiabá | 0 – 4  | Mixto                                            | Dito Souza, Várzea Grande               |
| 19h30min       |        | Súmula | Gaby 6' · Bia 36' · Karol Alves 45+7' · Gaby 80' | Árbitro: Rafael Odilio Ramos dos Santos |

### Jogo de volta
| 20 de novembro | Mixto                   | 2 – 0  | Cuiabá | Dito Souza, Várzea Grande          |
| 16h00min       | Jeniffer 64' · Gaby 66' | Súmula |        | Árbitro: Eleniel Benedito da Silva |

## Premiação
| Campeão do Campeonato Mato-Grossense de Futebol Feminino de 2021 |
| ---------------------------------------------------------------- |
| Mixto Campeão (7° título)                                        |